# Ilídio Vale
Ilídio Vale, de son nom complet Ilídio Fernando Torres do Vale, est un entraîneur de football portugais né le 13 décembre 1957 à Maia.

## Biographie
Diplômé en Education Physique et Sportive à l'Université de Porto, Vale commence sa jeune carrière d'entraîneur lors de la saison 1986-1987 au sein d'un club régional de Maia, l'AD Nogueirense. Une initiation au métier d’entraîneur réussite puisqu'il remporte le championnat régional de Porto. Repéré par le FC Porto, il rejoint le centre de formation des dragons pour entraîner les jeunes. Pendant près de 18 ans, Vale devient au fil des années un élément important du staff technique du club portugais. En 1994, il devient le responsable du centre de formation, avant d'être promu entraîneur adjoint de l'équipe principal, lors de la saison 1999-2000. C'est alors la première fois que Ilídio Vale collabore avec Fernando Santos, entraîneur des bleus et blancs à l'époque. À la suite du départ de Santos et de l’arrivée de Octávio Machado, Vale s'occupe de l'équipe B du FC Porto de 2000 jusqu'à 2004. Il intègre ensuite la Fédération Portugaise de Football pour entraîner les équipes des jeunes du Portugal. Avec l'équipe des moins de 20 ans, il atteint la finale de la Coupe du Monde en 2011 mais s'incline face à une superbe équipe du Brésil composée de Oscar qui inscrit un triplé. 
Depuis Septembre 2014, il est l'entraîneur adjoint de Fernando Santos, sélectionneur du Portugal. Après un fiasco lors de la Coupe du Monde 2014 de la FIFA au Brésil, la sélection portugaise est alors en besoin de renouveau. Fernando Santos et Ilídio Vale réussissent à faire revenir des joueurs d'expérience comme Ricardo Carvalho, Hugo Almeida ou encore Hélder Postiga afin d'apporter leurs conseils et vécus à la nouvelle génération prometteuse composée de Anthony Lopes, Renato Sanches, Raphael Guerreiro, Danilo Pereira ou encore Rafa. Cela montre clairement la maîtrise et l'expérience de Vale et de son supérieur pour manager les jeunes joueurs. Cette fraîcheur a permis au Portugal de se qualifier aisément pour les phases finales de l'UEFA Euro 2016.
Le 10 juillet 2016, le Portugal affronte l'équipe de France, pays hôte, en finale de l'UEFA Euro 2016 au Stade de France à Saint-Denis. Les portugais sortent victorieux de ce match en faisant la différence en prolongations grâce à un but d'Éder à la 109e minute de jeu. Cette victoire permet à Ilidio Vale d'inscrire sa première ligne dans son palmarès international et d'assurer la participation de sa sélection dans la Coupe des Confédérations qui se déroulera en 2017.

## Carrière
- 1986-1987 :  CF Nogueirense
- 1989-2007 :  FC Porto (jeunes)
- 1999-2000 :  FC Porto (adjoint)
- 2000-2004 :  FC Porto B
- 2009-2010 :  Portugal -19 ans
- 2010-2014 :  Portugal -20 ans
- depuis septembre 2014 :  Portugal (adjoint)

## Palmarès
Avec le Portugal des moins de 20 ans  :
- Finaliste de la Coupe du monde des moins de 20 ans en 2011

Avec Nogueirense :
- Championnat Régional AF Porto lors de la saison 1986-1987

Avec l'Equipe du Portugal de Football :
- Vainqueur de l'UEFA Euro 2016 (entraîneur adjoint)